# Kanela
Togo Renan Soares (João Pessoa, 21 de maio de 1906 — Rio de Janeiro, 12 de dezembro de 1992), mais conhecido como Kanela, foi um treinador de basquetebol, futebol e pólo aquático brasileiro.
Era tio de Jô Soares.

## Carreira
Iniciou como técnico de futebol nas categorias de base do Botafogo do Rio de Janeiro, chegando a dirigir a equipe principal em 1929 e 1936. Eclético, também foi técnico de pólo aquático no mesmo clube. Em 1948 mudou de esporte e clube, tornou-se técnico de basquete do Flamengo, onde permaneceria até 1970 e conquistaria o feito de ser campeão carioca dez vezes seguidas. Foi também técnico de futebol do Flamengo entre 1948 e 1949.
Em 1951 assumiu pela primeira vez a seleção brasileira de basquete masculino, iniciando sua exitosa era. O vice-campeonato mundial em 1954, os campeonatos mundiais de 1959 e 1963, e a medalha olímpica de bronze nos Jogos Olímpicos de Roma em 1960 são apenas os principais títulos do rigoroso treinador. 

## Conquistas
Seleção Brasileira
- Campeonato Mundial: 2 (1959 e 1963)
- Campeonato Sul-Americano: 5 (1958, 1960, 1961, 1963 e 1971)

Flamengo
- Campeonato Sul-Americano de Clubes: 1 (1953)
- Torneio da CBD: 3 (1949, 1951 e 1953)
- Campeonato Carioca: 14 (1948, 1949, 1951, 1952, 1953, 1954, 1955, 1956, 1957, 1958, 1959, 1960, 1962 e 1964)

Botafogo
- Campeonato Carioca: 6 (1939, 1942, 1943, 1944, 1945 e 1947)

Palmeiras
- Campeonato Paulista: 1 (1972)

Vila Nova
- Campeonato Brasileiro: 1 (1973)

## Homenagens
- O ginásio de esportes do Clube de Regatas do Flamengo na Gávea leva seu nome.
- O CIEP 433 Togo Renan Kanela do Rio de Janeiro leva seu nome.